# 正規王座
正規王座（せいきおうざ）とは、プロボクシングにおいて、暫定王座などに対して呼ばれる通常の王座のことである。

## 歴史
元来、正規王座という呼び方は存在しなかった。しかし、不慮の事故や怪我による防衛戦の不履行を理由にした王座剥奪が難しくなったことや、タイトルマッチの回数を増加させたいという思惑から、「暫定王座」（interim championship）が設置された。近年は暫定王座決定戦の挙行が増加し、本来の王者と暫定王者との並立が長期に渡ることも多くなった。そのため、本来の王座を正規王者と表記するようになった。

## 正規王座の獲得方法
- 現役の正規王者（current champion）と、正式な手続きを踏んだうえで対戦し、勝利する。
- 暫定王座を獲得後、複数回、暫定王座を防衛し、認定団体から正規王者として認定される。（正規王座が空位の場合のみ）
- 正規王者が王座を返上もしくは剥奪等により、正規王座が空位となり、なおかつ暫定王座が存在していない場合、王座決定戦を行い勝利する。基本的にはランキング上位の選手同士での決定戦となるが、状況によりランキング下位の選手が出場する場合もある。
- 暫定王座獲得後に、正規王者と統一戦を行い勝利する。